# Nijon
Nijon ist eine Ortschaft und eine Commune déléguée in der französischen Gemeinde Bourmont-entre-Meuse-et-Mouzon mit 95 Einwohnern (Stand 1. Januar 2022) im Département Haute-Marne in der Region Grand Est.
Mit Wirkung vom 1. Juni 2016 wurden die Gemeinden Bourmont und Nijon zu einer Commune nouvelle mit dem Namen Bourmont-entre-Meuse-et-Mouzon zusammengelegt.

## Geografie
Der Ort liegt in einem Seitental des oberen Mouzon in der Landschaft Bassigny, nahe der Grenze zum Département Vosges.

## Geschichte
Nijon entstand in der Antike als Ort der keltischen Leuker mit dem Namen Noviomagus. Dieser wird auf der Tabula Peutingeriana erwähnt.

### Bevölkerungsentwicklung
| Jahr      | 1962 | 1968 | 1975 | 1982 | 1990 | 1999 | 2007 |
| Einwohner | 122  | 124  | 100  | 88   | 83   | 67   | 73   |

Seit 1793 ist die Bevölkerungszahl kontinuierlich gesunken. 1793 lebten in dem Ort noch 365 Menschen.